# Аделхайд Аквитанска
Вижте пояснителната страница за други личности с името Аделхайд.
Аделхайд Аквитанска също Аделаида (на френски: Adélaïde, Adelheid, Adelais; * 950; † 15 юни 1004/1006) е чрез женитба кралица на Франция през 987 – 996 г. и родоначалничка на Капетингите.

## Произход и брак
Аделхайд е единствената дъщеря на херцог Вилхелм III, херцог на Аквитания от род Рамнулфиди (или Дом дьо Поатие, Дом Оверн-Поатие) и съпругата му Адела от Нормандия, дъщеря на норманския княз Роло, граф на Руен, и неговата втора съпруга Попа от Bayeux. Аделхайд е сестра на херцог Вилхелм IV Желязната ръка († 995/96).
Аделхайд се омъжва през 969/970 или лятото 968 г. за Хуго Капет, най-големият син на Dux Francorum Хуго Велики (от род Робертини) и неговата трета съпруга Недвига, дъщеря на немския император Хайнрих I. Бракът служи за връзката между Робертините от Севера (Франкония, и аквитанските херцози между Лоара, Рона и Гарона.

## Кралица на Франция
През 987 г. Аделхайд става кралица на Франция и остава такава до смъртта на Хуго Капет на 24 октомври 996 г.
Аделхайд основава кралската капела (Chapelle royale или Sainte Chapelle) и по-късна църква Saint-Frambourg в Санлис, Пикардия.

## Деца
Аделхайд и Хуго Капет имат децата:
- Хедвиг (Avoie, * 969, † сл. 1013) ∞ 996 граф Регинар IV от Хенегау и Mons († 1013) (Регинариди)
- Гизела (* 970, ∞ пр. 987 Хуго I, граф на Поатие († 1000)
- Робер II Благочестиви (* 972, † 1031)
- Аделхайд/Елис (* 973)